# JV Games
JV Games — американская компания, специализирующаяся на разработке компьютерных игр. Главный офис JV Games располагается в Лас Вегасе, штат Невада, США. 
Компания известна своими играми для игровых консолей GameBoy Advance и Wii. 

## Разработанные игры
- 1983 — Journey to the Planets (A800)
- 1996 — Towers II (JAG, PC)
- 2000 — Towers: Lord Baniff's Deceit (GBC)
- 2001 — BackTrack (GBA)
- 2001 — James Bond 007: Nightfire (GBA)
- 2003 — Warhammer: Battle for Atluma (PSP)
- 2006 — Pong Toss: Frat Party Games (Wii)
- 2008 — Incoming! (Wii)
- 2009 — Christmas Clix (Wii)
- 2013 — Beer Pong (PS3)